# Робинсон, Фрэнк (бейсболист)
Фрэнк Робинсон (англ. Frank Robinson; 31 августа 1935, Бомонт, Техас, США — 7 февраля 2019, Лос-Анджелес, Калифорния, США) — американский профессиональный бейсболист и менеджер, выступавший на позиции аутфилдера в Главной лиге бейсбола. Наибольшую известность получил выступая за клубы МЛБ «Цинциннати Редс» и «Балтимор Ориолс». Робинсон единственный игрок, ставший самым ценным игроком в обоих лигах — Национальной и Американской. Он стал обладателем Тройной Короны, дважды становился чемпионом Мировой серии в составе «Ориолс» в 1966 и 1970 годах и по завершении игровой карьеры занимал четвёртое место по количеству выбитых хоум-ранов (в настоящее время занимает девятое место). В 1982 году Робинсон был включён в бейсбольный Зал славы.
Робинсон был первым афроамериканским менеджером в истории Главной лиги. Он руководил «Кливленд Индианс» в последние два года своей игровой карьеры. Он также работал менеджером в клубах «Сан-Франциско Джайентс», «Балтимор Ориолс» и «Монреаль Экспос»/«Вашингтон Нэшионалс».
Скончался 7 февраля 2019 года в Лос-Анджелесе от рака.